# Пам’ятник воїнам-визволителям та воїнам-землякам (Селидове)
Пам’ятник воїнам-визволителям та воїнам-землякам – пам'ятка культури міста  Селидове Донецької області.
.

## Історія
В дні святкування 30-ліття визволення Донбасу встановлений пам’ятник  на честь загиблих на фронтах Великої Вітчизняної війни земляків і воїнів-визволителів. На двогранному фундаменті встановлено із залізобетону червону п'ятикутну зірку. На тлі зірки скульптурна група, яка передає момент атаки, наступальний прорив радянських воїнів. Прапор у падаючого бійця підхоплює  та йде в атаку поряд товариш. Нижче на постаменті напис "Воїнам і визволителям-слава". Праворуч і ліворуч на бетонних кубах 1941-1945 рр. Скульптура із залізобетону.

## Поезії поетів-земляків
Мемориал Солдатской славы
Мемориал Солдатской славы,
Он память доблести и чести.
Гордится городим по праву –
В святые дни мы рядом, вместе!
Мы чествуем своих Героев,
На плитах памяти – цветы.
Жизнь по уставу дедов строим,
Чтоб исполнялись все мечты!
Мемориал Солдатской славы
К нему слова мои летят.
В почётном карауле браво
Ребята-школьники стоят!
Мемориал Солдатской славы,
С поклоном я к нему иду.
Подростки, дети слева, справа –
В них продолжение найду!
Кладу свои цветы к подножью
И чувством скорби отдаюсь.
С волнением, душевной дрожью,
Чтить Память, прошлое – клянусь!
Валерій Кукушкін